# 陳桂生
陈桂生（1933年—），男，江苏高邮人，中国教育学家，华东师范大学教授　著有《教育原理》等書。

## 著作
陈桂生的著述有：
- 《马克思主义教育论著研究》；
- 《人的全面发展理论与现时代》；
- 《教育原理》；
- 《“教育学视界”辨析》；
- 《“教育学”辩——元教育学的探索》；
- 《历史的“教育学现象”透视》；
- 《到中小学去研究教育》；
- 《教育实话》；
- 《师道实话》；
- 《学校管理实话》等等。